# Коротков, Александр Васильевич
Александр Васильевич Коротков — советский инженер, архитектор.

## Биография
Родился в 1907 году в Котовском уезде Нижегородской губернии. Член КПСС с 1939 года.
В 1926—1980 гг.: 
- 1926-1935 курсант (1926-1931), преподаватель Высшего инженерно-строительного училища, декан факультета и заместитель директора по учебной и научной части
- заместитель руководителя архитектурно-проектной мастерской по проектированию ГАЗ,
- руководитель архитектурно-проектной мастерской по проектированию ЦАГИ,
- главный инженер ордена Ленина завода № 19 НКАП СССР,
- руководитель проектов в авиационной промышленности,
- главный инженер института «Гипроавиапром».

С 1951 г. участник советского атомного проекта: заместитель начальника ПГУ и член Коллегии, после образования Минсредмаша - начальник Управления капитального строительства, с 1954 г. - начальник Управления капитального строительства и оборудования. В дальнейшем руководил ГУКСом -  главком, которому были подчинены все проектные институты, которые по разработкам конструкторов и ученых НИИ проектировали все вновь создаваемые цеха и заводы атомной промышленности. 
За архитектуру города Навои был как руководитель работы удостоен Государственной премии СССР в области литературы, искусства и архитектуры 1969 года.
За архитектуру города Шевченко был как руководитель работы удостоен Государственной премии СССР в области литературы, искусства и архитектуры 1977 года.
Заслуженный строитель РСФСР.
Умер в Москве в 1997 году.